# Leptoderris trifoliolata
Leptoderris trifoliolata är en ärtväxtart som beskrevs av Frank Nigel Hepper. Leptoderris trifoliolata ingår i släktet Leptoderris och familjen ärtväxter. Inga underarter finns listade i Catalogue of Life.